# Battaglia di Arras (1917)
La battaglia di Arras fu un'offensiva britannica della prima guerra mondiale. Dal 9 aprile al 16 maggio 1917, le forze di Regno Unito, Canada, Nuova Zelanda, Terranova e Australia attaccarono le trincee dell'Impero tedesco presso la città francese di Arras sul fronte occidentale.
Per gran parte della guerra, sul fronte di Arras si verificò uno stallo che inchiodò le armate di entrambi gli schieramenti lungo una linea ininterrotta di trincee che si estendeva dalla costa belga fino al confine svizzero. L'obiettivo britannico dall'inizio del 1915 era fondamentalmente quello di irrompere attraverso le difese tedesche, in modo da raggiungere il terreno aperto alle loro spalle e poter così affrontare le forze nemiche in una guerra di manovra, sfruttando la propria superiorità numerica. L'offensiva di Arras fu concepita come parte di un piano per raggiungere questo risultato. Essa fu programmata in collaborazione con l'alto comando francese, che stava nel frattempo impegnandosi in un attacco massiccio (l'offensiva Nivelle) circa ottanta chilometri più a sud. Lo scopo dichiarato di questa operazione congiunta era quello di concludere la guerra nel giro di quarantott'ore. Limitatamente ad Arras, gli obiettivi immediati dell'Intesa erano più modesti: attirare le truppe tedesche lontano dal punto prescelto per l'attacco francese e conquistare le alture che dominavano la pianura di Douai.
Le manovre iniziali si concretizzarono in un assalto, condotto su un fronte relativamente esteso, fra Vimy a nord-ovest e Bullecourt a sud-est. Dopo pesanti bombardamenti, le truppe canadesi a nord riuscirono a catturare l'importante crinale di Vimy, e anche le divisioni britanniche al centro guadagnarono terreno. A sud, invece, le forze britanniche e australiane furono frustrate dalla difesa elastica messa in atto dai tedeschi e compirono solo minime avanzate. A seguito di questi primi successi, le truppe britanniche si lanciarono in una serie di operazioni su piccola scala per consolidare le posizioni appena acquisite che, sebbene consentirono di raggiungere i limitati obiettivi previsti, costarono perdite relativamente grandi.
Quando la battaglia si concluse ufficialmente, il 16 maggio, le truppe dell'Impero britannico avevano compiuto avanzate significative, ma non erano riuscite in alcun punto a ottenere successi decisivi. L'uso, specialmente nella prima fase, di tattiche sperimentali come il fuoco di sbarramento, la spoletta a percussione e il fuoco di controbatteria, dimostrò che assalti ben studiati potevano aver successo anche contro posizioni pesantemente fortificate. Il settore, tuttavia, tornò poi alla situazione di stallo che caratterizzò gran parte della guerra sul fronte occidentale.

## Preludio
All'inizio del 1917, britannici e francesi stavano ancora cercando il modo di ottenere uno sfondamento decisivo sul fronte occidentale. L'anno precedente era stato segnato dal fallimento dell'offensiva britannica lungo la Somme, costata gravi perdite, mentre i francesi non erano riusciti a riprendere l'iniziativa a causa dell'intensa pressione tedesca a Verdun. Entrambe le operazioni avevano consumato immense quantità di risorse, senza che ne conseguisse alcun guadagno strategico significativo. Questa impasse rinforzò le convinzioni dei comandanti francesi e britannici che per terminare lo stallo servisse uno sfondamento. Comunque, se questo obiettivo fu probabilmente il fattore principale che portò all'offensiva di Arras, la scelta di dove e quando condurla fu pesantemente influenzata da vari fattori politici e tattici.

### Contesto politico
Gli anni centrali della guerra furono difficili per le forze dell'Intesa; i politici dei governi di Parigi e Londra erano sotto pressione da parte di stampa, opinione pubblica e parlamento per portare a conclusione il conflitto. Le perdite nelle battaglie di Gallipoli, della Somme e di Verdun furono ingenti e le prospettive di una rapida vittoria diventarono sempre più ridotte. Il primo ministro britannico Herbert Henry Asquith, si dimise nel dicembre del 1916 e fu sostituito da David Lloyd George. In Francia il primo ministro Aristide Briand e il ministro della Difesa, generale Hubert Lyautey, politicamente in declino, si sarebbero anch'essi dimessi poco dopo, nel marzo 1917.
Nel frattempo, gli Stati Uniti d'America erano vicini a dichiarare guerra alla Germania; l'opinione pubblica statunitense era stata infiammata da una lunga serie di attacchi di U-Boot condotti contro naviglio civile americano, iniziati con l'affondamento nel 1915 della RMS Lusitania e culminati nel siluramento di sette mercantili all'inizio del 1917. Il Congresso degli Stati Uniti dichiarò infine guerra all'Impero tedesco il 6 aprile 1917, ma ci sarebbe voluto oltre un anno, prima che la prima armata statunitense mettesse piede in Francia.

### Contesto strategico

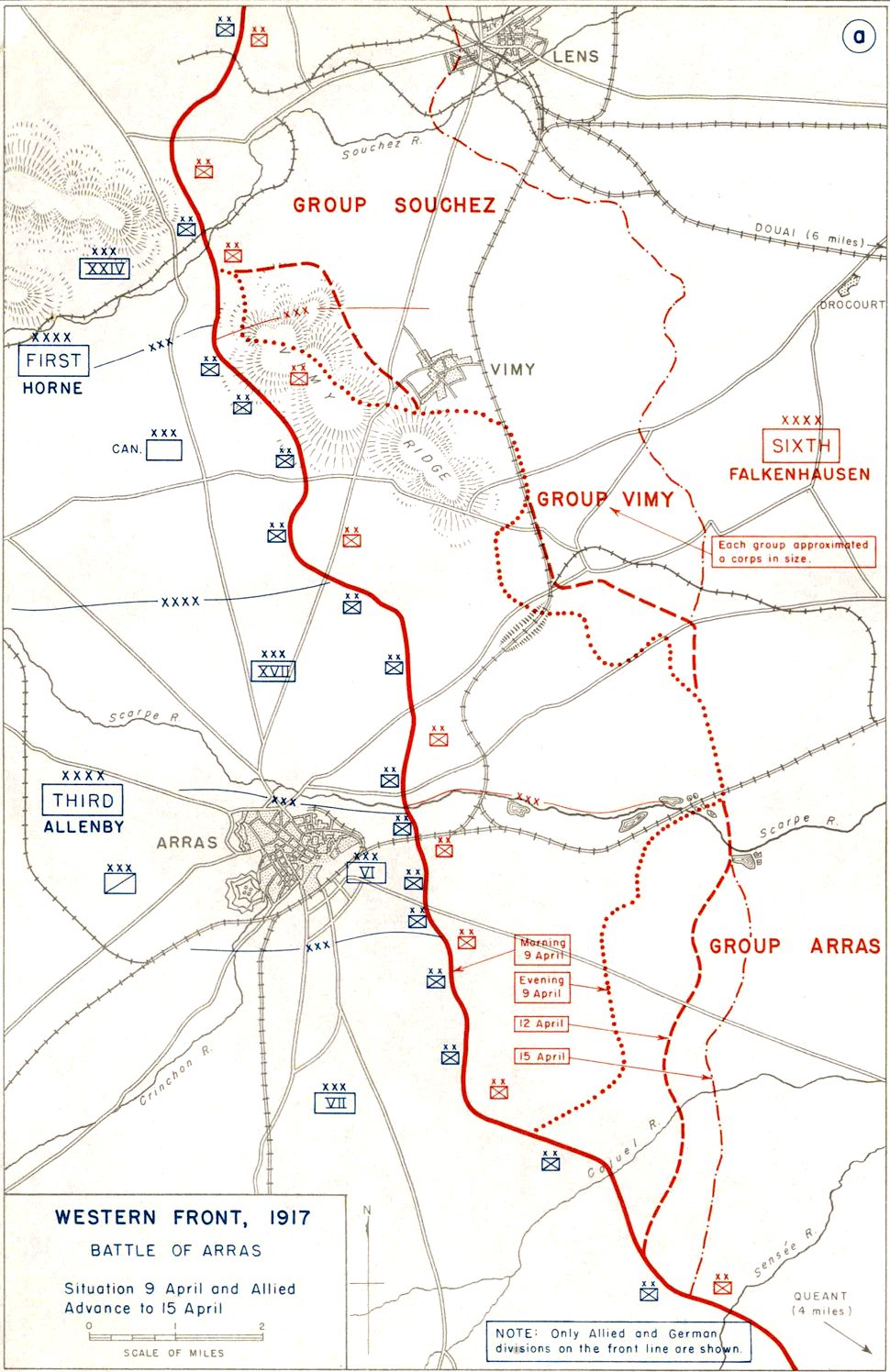
Le linee del fronte ad Arras immediatamente prima dell'assalto

Benché francesi e britannici intendessero lanciare un assalto nella primavera del 1917, due eventi misero in forse il piano. Nel febbraio la Russia non poté mantenere il suo impegno per un'offensiva congiunta, il che modificò il previsto attacco su due fronti in un assalto dal solo lato francese, lungo il fiume Aisne. In secondo luogo, l'esercito tedesco cominciò a ritirarsi e consolidare le sue posizioni lungo la Linea Hindenburg, minando i presupposti tattici su cui erano basati i piani per l'offensiva francese, che incontrò una più caparbia resistenza dei tedeschi, asserragliati lungo una linea fortificata che non era stata considerata nei piani francesi.
Viste le premesse, il compimento dell'offensiva fu incerto. Il governo francese aveva disperatamente bisogno di una vittoria per evitare nuovi tumulti della popolazione ed evitare il sempre più preoccupante acuirsi degli episodi di diserzione. I britannici dal canto loro erano incerti se procedere o meno visto il quadro tattico in continuo sviluppo. In un incontro con Lloyd George, il generale francese Robert Georges Nivelle riuscì a convincere il primo ministro inglese che se le forze britanniche avessero lanciato un assalto diversivo per attirare le truppe tedesche lontano dal settore dell'Aisne, l'offensiva francese avrebbe potuto avere successo. venne quindi concordato che l'attacco sull'Aisne sarebbe iniziato a metà aprile, mentre l'azione diversiva sarebbe avvenuta circa una settimana prima.

### Le forze in campo
Tre armate alleate erano già concentrate nel settore di Arras. Esse furono schierate, approssimativamente da nord a sud, come segue: la 1ª armata, sotto Henry Horne, la 3ª armata, sotto Edmund Allenby, la 5ª armata, sotto Huber Gough. Il comandante in capo era il feldmaresciallo Douglas Haig, e il piano di battaglia fu concepito dal generale Allenby. Come di rado avvenne nella prima guerra mondiale, tre divisioni scozzesi (tutte appartenenti alla 3ª armata) furono disposte vicine fra loro all'inizio dell'attacco: la 15ª divisione scozzese del VI corpo e la 9ª divisione scozzese e la 51ª divisione delle Highland del XVII corpo. Anche la 34ª divisione, di forte composizione scozzese, fu posizionata in mezzo ai conterranei del XVII corpo.
Davanti alle forze alleate vi erano due armate tedesche: la 6ª, comandata dal settantatreenne generale Ludwig von Falkenhausen, e la 2ª, guidata dal generale Georg von der Marwitz, il quale stava riprendendosi da una malattia contratta sul fronte orientale. Le armate erano state organizzate in tre gruppi: da nord a sud, vi erano il Gruppe Souchez, il Gruppe Vimy e il Gruppe Arras. Sette divisioni tedesche erano in linea, le altre erano in riserva per fungere da rinforzi o contrattaccare, a seconda delle necessità.
Falkenhausen rispondeva direttamente al generale Erich Ludendorff, capo operativo dell'alto comando tedesco (OHL, Oberste Heeresleitung). Lo Stato Maggiore di Ludendorff annoverava molti ufficiali di grande abilità, come il maggiore Georg Wetzell, il colonnello Max Bauer e il capitano Hermann Geyer. Dal dicembre del 1916, lo Stato Maggiore stava studiando contromosse per opporsi alle nuove tattiche alleate impiegate nella battaglia della Somme e a Verdun. Benché queste battaglie fossero costate all'Intesa un massiccio tributo di uomini e mezzi, avevano anche seriamente indebolito l'esercito tedesco (lo Heer). All'inizio del 1917, alle forze tedesche fu data istruzione di applicare queste innovazioni tattiche, note collettivamente come difesa elastica; l'incapacità di Falkenhausen nel metterle in pratica si sarebbe rivelata disastrosa.

## Fase preliminare
Il piano britannico — ispirato, come si è detto, alle lezioni apprese nelle battaglie della Somme e di Verdun — era ben concepito. Piuttosto di attaccare su un ampio fronte, l'intero impatto dell'artiglieria si sarebbe concentrato su una ridotta striscia di quaranta chilometri. Era previsto un bombardamento di almeno una settimana su tutta la linea, con un fuoco di sbarramento molto più pesante e prolungato a Vimy, per indebolire le sue robuste difese. Durante l'assalto, le truppe sarebbero avanzate in formazione aperta, e le unità si sarebbero scavalcate l'un l'altra per dare il tempo a ciascuna di consolidarsi e raggrupparsi. Prima che l'azione iniziasse, fu necessario un notevole addestramento sulle innovative manovre previste.

### La guerra di mina

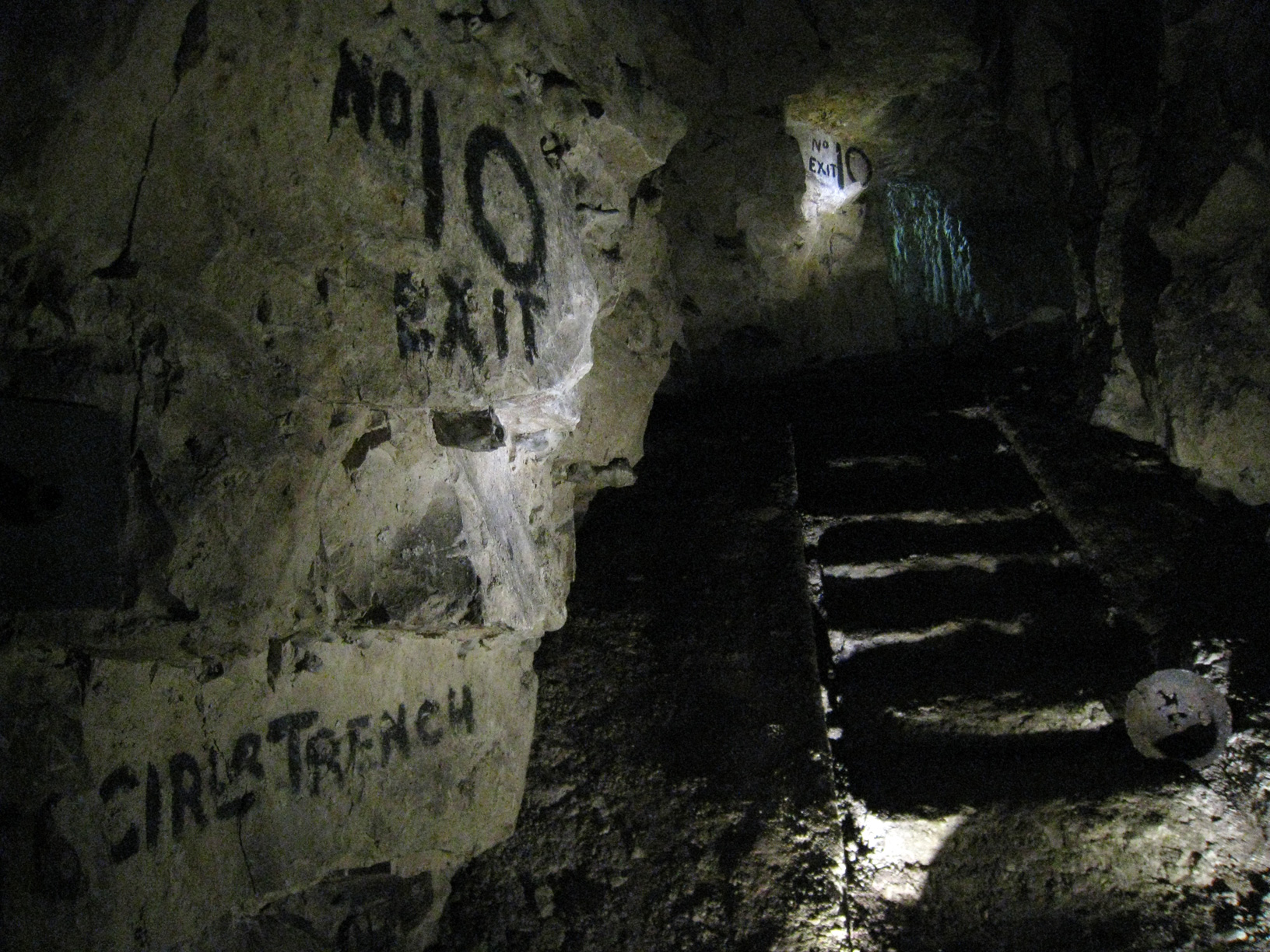
Uscita delle gallerie militari alleate nel Carrière Wellington

Dall'ottobre del 1916, le compagnie di scavo dei Royal Engineers iniziarono a costruire gallerie sotterranee per le truppe. La regione di Arras è gessosa  e quindi facilmente scavabile; sotto la stessa Arras vi era una rete, detta boves, di caverne, gallerie e condotti fognari. I genieri concepirono un piano per aggiungere nuovi tunnel a questa rete, affinché le truppe potessero arrivare alla zona della battaglia di nascosto e al sicuro. La portata di questo progetto fu enorme: in un solo settore quattro compagnie di scavo (di cinquecento uomini ciascuna) lavorarono ininterrottamente per due mesi su turni di diciotto ore. Alla fine, vennero costruiti 20 chilometri di gallerie, classificate come subway (solo per uomini a piedi), tramway (con rotaie per vagoni spinti a mano, per trasportare munizioni al fronte e portare indietro feriti e cadaveri); e railway (con un sistema di ferrovia leggera). Poco prima dell'assalto, il sistema di gallerie aveva raggiunto dimensioni tali da poter contenere 24 000 uomini, con illuminazione elettrica prodotta da piccole centrali dedicate, nonché cucine, latrine e un centro medico con sala operatoria pienamente equipaggiata. Il grosso del lavoro fu compiuto dai neozelandesi, inclusi Maori e abitanti delle isole del Pacifico del battaglione pionieri neozelandesi, e Bantam (soldati di altezza ridotta) dei borghi minerari dell'Inghilterra del nord.
Furono costruiti anche tunnel d'assalto, che giungevano a pochi metri dalle linee tedesche, pronti per essere aperti tramite esplosivi il primo giorno dell'attacco. In aggiunta a questo, sotto le linee del fronte furono poste mine convenzionali, anch'esse destinate a brillare all'inizio dell'azione. Molte di queste non furono poi attivate per timore di compromettere la rete di tunnel. Nel frattempo, anche gli zappatori tedeschi stavano conducendo le proprie operazioni sotterranee, tramite lo scavo di gallerie di contromina. Dei soli neozelandesi, 41 persone morirono e 151 furono ferite come risultato delle contromisure tedesche.
Molte delle gallerie e delle trincee sono attualmente chiuse al pubblico per questioni di sicurezza. Una porzione di 250 metri della Grange Subway presso il crinale di Vimy è aperta al pubblico da maggio a novembre, e il tunnel Wellington è stato aperto nel marzo 2008 a cura del museo Carrière Wellington.

### Azioni aeree

Mitraglieri britannici fanno fuoco contro un aereo tedesco presso Arras

Hugh Trenchard, comandante del Royal Flying Corps, adottò per supportare l'attacco via terra un atteggiamento offensivo. Il dominio dello spazio aereo sopra Arras era essenziale per la ricognizione, e i britannici costituirono molte pattuglie aeree. Gli apparecchi di Trenchard agirono a supporto delle forze di terra, compiendo missioni di ricognizione per l'artiglieria, fotografando i sistemi difensivi ed effettuando bombardamenti. Le operazioni di ricognizione erano coordinate dalla 1st Field Survey Company dei Royal Engineers.
Le osservazioni aeree erano pericolose poiché, per massimizzarne l'efficacia, gli aerei dovevano volare a bassa quota e a bassa velocità sopra le difese tedesche. Il rischio aumentò ancora con l'arrivo, nel marzo 1917, del "Barone Rosso", Manfred von Richthofen, con il suo esperto e ben equipaggiato stormo di caccia, lo Jagdgeschwader 1. Questo arrivo fece impennare i tassi di perdite fra i piloti alleati, tanto che l'aprile 1917 fu chiamato "Bloody April" ("aprile di sangue") fra i membri del Royal Flying Corps. Un ufficiale di fanteria tedesco scrisse in seguito che "in quei giorni, vi erano intere serie di duelli aerei, che finivano quasi invariabilmente con la sconfitta dei britannici perché lo stormo contro cui lottavano era quello di Richthofen. Spesso accadeva che cinque o sei aeroplani fossero scacciati o abbattuti". In quell'aprile, la vita media in volo di un pilota dei Royal Flying Corps in servizio ad Arras era di 18 ore. Fra il 4 e l'8 aprile, i britannici persero 75 aerei e 105 uomini in combattimento. Le perdite causarono una carenza di piloti, e i rimpiazzi furono inviati al fronte appena usciti dalla scuola di volo: nello stesso periodo, 56 apparecchi si schiantarono per l'inesperienza dei loro piloti.

### Lo sbarramento mobile
Per minimizzare l'azione nemica durante l'assalto, i britannici progettarono uno sbarramento mobile ("creeping barrage"). Questa tattica consisteva in uno schermo, costituito da proiettili con esplosivi detonanti e munizioni shrapnel, che avanzava attraverso il campo di battaglia precedendo di un centinaio di metri le truppe all'assalto. Gli alleati avevano già usato questi sbarramenti nelle battaglie di Neuve-Chapelle e della Somme, ma si erano imbattuti in due difficoltà tecniche. La prima era quella di sincronizzare con precisione il movimento delle truppe con la posizione dello sbarramento: per Arras, ciò fu risolto facendo simulare più volte la manovra e temporizzandone accuratamente le fasi. La seconda era la progressiva dispersione del fascio di proiettili, causata dal fatto che i fusti delle artiglierie degradano rapidamente, ma a ritmi differenti, durante il fuoco: ad Arras, si calcolò il tasso di progressivo degrado di ogni singolo pezzo, in modo da compensarlo con precisione. Lo sbarramento mobile provocò il rischio di perdite da fuoco amico, ma forzò i soldati tedeschi a rimanere nelle trincee, consentendo alle forze alleate di avanzare senza la minaccia delle mitragliatrici. In più, le munizioni di artiglieria con esplosivi detonanti furono dotate di nuove spolette istantanee (le "spolette a percussione") in modo da esplodere al minimo impatto, vaporizzando il filo spinato. Nei minuti finali dello sbarramento furono usati anche proiettili a gas tossico.

### Il fuoco di controbatteria
Il principale pericolo per le truppe all'assalto mentre attraversavano la terra di nessuno era rappresentato dal fuoco dell'artiglieria nemica, che aveva provocato oltre metà delle perdite del primo giorno della battaglia della Somme. Ad Arras, i tedeschi avevano posizionato i loro pezzi nascosti dietro i crinali, il che costituiva un'ulteriore complicazione per i britannici. In risposta, questi ultimi crearono unità di artiglieria specializzate nell'attaccare le loro controparti tedesche. I loro bersagli erano forniti dalla 1st Field Survey Company dei Royal Engineers, che determinavano la posizione dei pezzi nemici analizzando i dati che ne rivelavano la posizione al momento dello sparo. Le tecniche usate erano il flash spotting, ovvero la ricerca, da parte dei piloti del Royal Flying Corps, dei lampi di fiamma dei cannoni, e il sound ranging, ovvero la triangolazione della posizione dei pezzi in base alle registrazioni dei rombi degli spari fatte da una rete di microfoni. Il 9 aprile, giorno dell'attacco, più dell'80% dei pezzi pesanti tedeschi fu neutralizzato dal fuoco di controbatteria. Si usarono anche munizioni con gas tossico contro i cavalli da tiro delle batterie e per distruggere le colonne di rifornimento delle munizioni.

## Prima fase
Il bombardamento preliminare del crinale di Vimy iniziò il 20 marzo, mentre quello sul resto del settore cominciò il 6 aprile. Limitato a un fronte di soli 39 km, il bombardamento consumò 2 689 000 proiettili, oltre un milione in più di quelli usati sulla Somme. Le perdite tedesche non furono gravi, ma i soldati furono logorati dal continuo lavoro del tenere aperti gli ingressi interrati e demoralizzati dall'assenza di razioni, causata dalla difficoltà di preparare e trasportare cibo caldo sotto il fuoco dell'artiglieria. Alcune truppe restarono completamente senza cibo per due o tre giorni consecutivi.
Alla vigilia della battaglia, le trincee tedesche più avanzate avevano cessato di esistere e le loro difese di filo spinato erano state fatte a pezzi. La storia ufficiale del 2º reggimento della riserva bavarese descrive la linea del fronte come "costituita non più da trincee ma di nidi avanzati di truppa, sparsi qua e là. Ad aggiungersi alla devastazione, nelle ultime dieci ore di bombardamento furono impiegati anche proiettili a gas tossico.
L'attacco era stato inizialmente programmato per il mattino dell'8 aprile (domenica di Pasqua), ma fu posticipato di un giorno su richiesta dei francesi, nonostante un tempo ragionevolmente buono nel settore. L'operazione fu rinviata alle 5:30 del mattino del 9 aprile, e preceduta da cinque minuti di bombardamento "uragano", che seguì a una notte relativamente tranquilla.
L'assalto iniziò sotto una fitta nevicata. A causa del buio e della scarsa visibilità, molte truppe alleate in avanzata nella terra di nessuno sbandarono rispetto alla direzione prevista. La combinazione del bombardamento insolitamente pesante e la ridotta visibilità fecero sì che molte truppe tedesche fossero colte alla sprovvista e prese prigioniere prima ancora che potessero indossare la divisa, mentre risalivano i profondi rifugi interrati delle prime due linee di trincee. Altre furono catturate senza gli stivali mentre provavano a ritirarsi, bloccate nel fango alto fino al ginocchio che riempiva le trincee.

### Prima battaglia della Scarpe (9 – 14 aprile 1917)

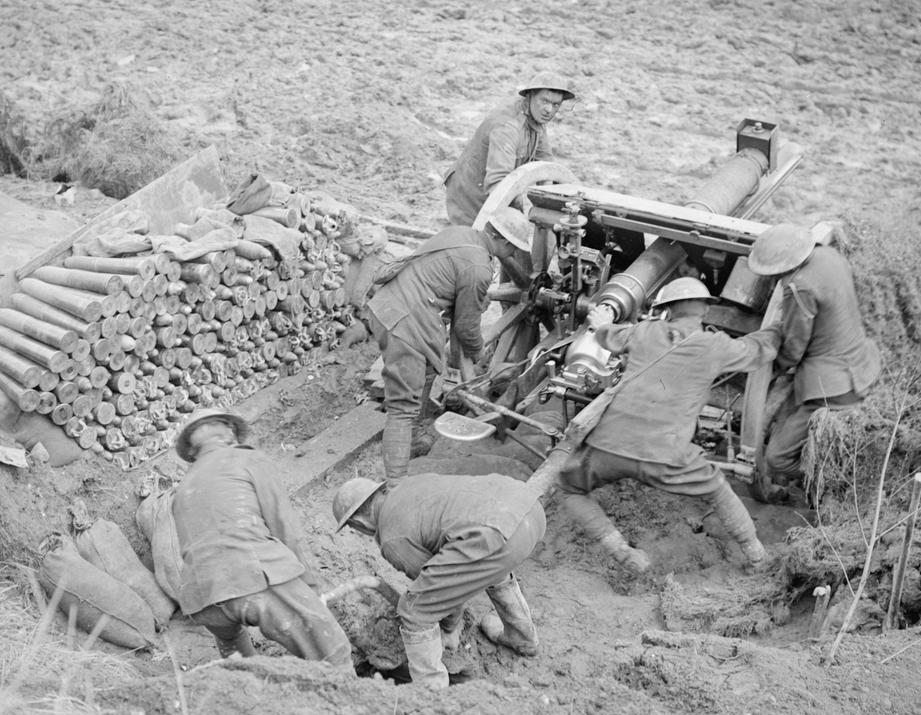
Serventi di un cannone da 18 libbre in azione durante l'avanzata presso Athies

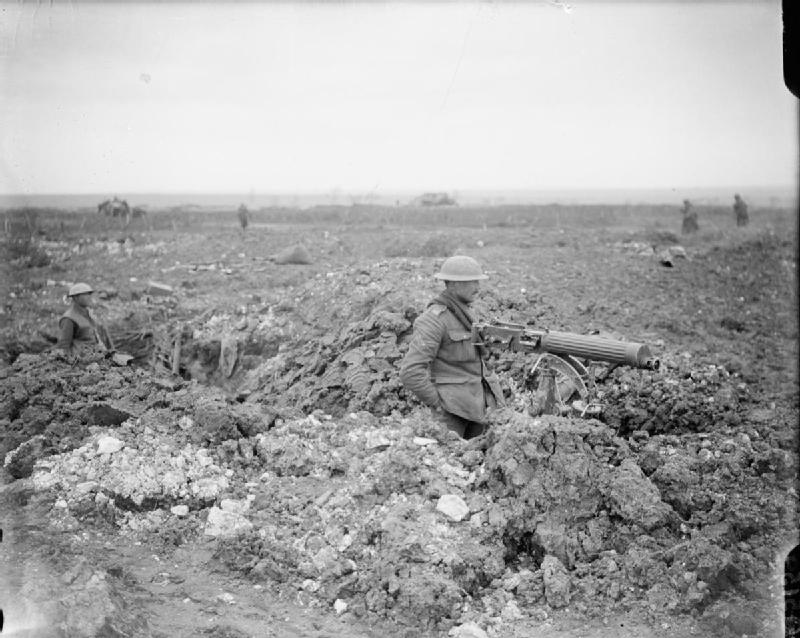
Una postazione di mitragliatrici presso Feuchy

Il più grande assalto britannico del primo giorno fu direttamente a est di Arras, con l'attacco della 12ª divisione al "crinale di osservazione", a nord della strada Arras—Cambrai. Raggiunto quest'obiettivo, le unità britanniche sarebbero avanzate verso Feuchy e verso la seconda e terza linea di trincee tedesche. Contemporaneamente, elementi della 3ª divisione cominciarono un assalto a sud della strada, con gli obiettivi iniziali di catturare il Bosco del Diavolo, Tilloy-lès-Mofflaines e il Bosco dei Buoi. La meta finale di questi assalti era la Monchyriegel, una trincea che correva fra Wancourt e Feuchy, importante componente delle difese tedesche. Al 10 aprile, molti di questi obiettivi erano stati raggiunti, incluso il villaggio di Feuchy, ma i tedeschi avevano ancora il controllo di grandi sezioni delle trincee fra Wancourt e Feuchy, in particolare nell'area del villaggio di Neuville-Vitasse, pesantemente fortificato. Il giorno seguente, truppe della 56ª divisione riuscirono ad espellere i tedeschi dal villaggio, anche se la Monchyriegel non sarebbe caduta in mani britanniche ancora per qualche giorno. I britannici riuscirono a consolidare queste conquiste e avanzare verso Monchy-le-Preux, benché subissero pesanti perdite nei combattimenti presso il villaggio.
Una ragione del successo dell'offensiva fu l'incapacità del comandante tedesco Falkenhausen di impiegare l'innovativa difesa elastica escogitata da Ludendorff. L'idea teorica di questa tattica prevedeva di concedere iniziali guadagni territoriali al nemico per allungare le sue linee di comunicazione. Le riserve, tenute in prossimità del campo di battaglia, sarebbero state impiegate una volta esaurito l'impulso iniziale, prima che i rinforzi nemici potessero arrivare. I difensori avrebbero così avuto l'opportunità di contrattaccare e riprendersi tutto il terreno perduto. In questo settore, tuttavia, Falkenhausen tenne le riserve troppo lontane dal fronte, sicché queste non riuscirono ad arrivare in tempo utile per un contrattacco, che avrebbe dovuto essere lanciato il 10 o l'11 aprile.

### Battaglia del crinale di Vimy (9–12 aprile 1917)

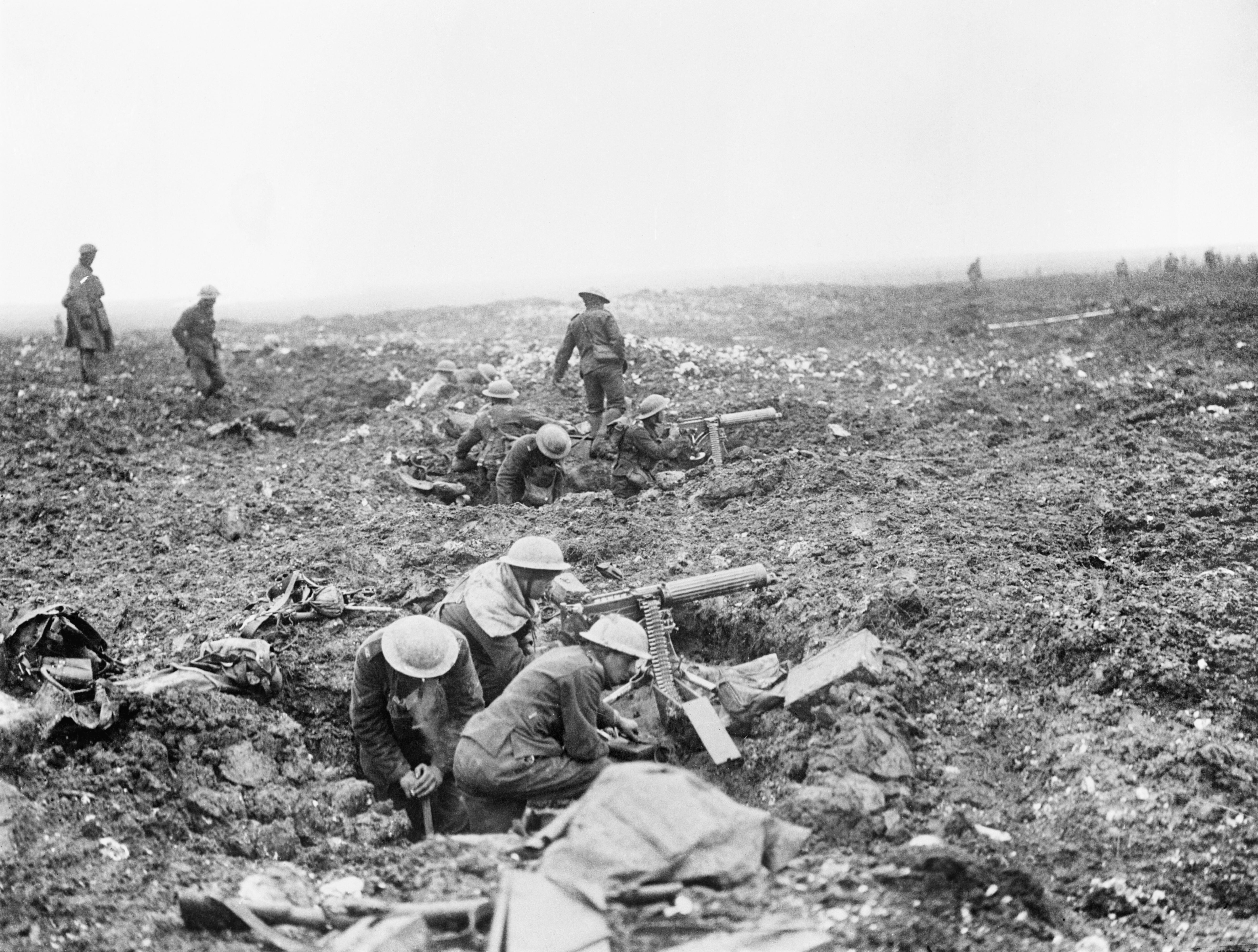
Squadra di mitraglieri presso il crinale di Vimy

Il 9 aprile, quasi in contemporanea con l'altra azione, in quella che fu forse la parte più accuratamente studiata dell'intera offensiva, il Canadian Corps lanciò un attacco sul crinale di Vimy. Avanzando dietro uno sbarramento mobile e facendo ampio uso delle mitragliatrici – ottanta per ogni brigata, inclusa una mitragliatrice Lewis in ogni plotone – il corpo riuscì ad avanzare per circa tre chilometri e mezzo attraverso le difese tedesche, e catturò la cresta del crinale alle 13 circa. Gli storici hanno attribuito il successo dell'attacco alla meticolosa pianificazione del comandante del corpo, Julian Byng, e del suo attendente Arthur Currie, al continuo addestramento e all'assegnazione di obiettivi specifici ad ogni plotone. Quest'ultimo fatto permise alle truppe di continuare a combattere anche se i loro comandanti venivano uccisi o le comunicazioni interrotte, eliminando quindi due dei principali problemi delle battaglie sul fronte occidentale.

### Prima battaglia di Bullecourt (10–11 aprile 1917)

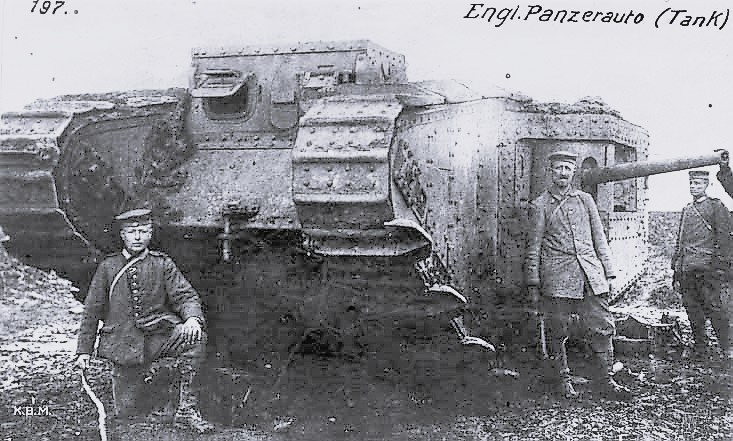
Truppe tedesche con carro armato britannico catturato l'11 aprile presso Bullecourt

A sud di Arras, il piano prevedeva che due divisioni, la 62ª britannica e la 4ª australiana, attaccassero sui due lati il villaggio di Bullecourt e scalzassero i tedeschi fuori dalle loro postazioni fortificate, spingendoli nelle trincee di riserva. L'attacco era stato inizialmente programmato per la mattina del 10 aprile, ma fu rinviato al giorno successivo perché i carri armati assegnati all'assalto erano in ritardo a causa del maltempo. L'ordine di posporre l'attacco non raggiunse in tempo tutte le unità: due battaglioni del West Yorkshire Regiment avanzarono e furono respinti con notevoli perdite. Nonostante le proteste dei comandanti australiani, l'attacco fu ripreso la mattina dell'11 aprile; a causa di vari guasti, solo undici carri poterono avanzare a supporto, e il limitato sbarramento di artiglieria lasciò intatta buona parte del filo spinato che proteggeva le trincee tedesche. Per di più, l'attacco abortito del giorno precedente aveva allertato le truppe tedesche nell'area, che poterono quindi prepararsi meglio rispetto a quelle del settore canadese. Rapporti fuorvianti sull'estensione dei guadagni territoriali degli australiani privarono questi ultimi del necessario supporto di artiglieria e, benché elementi della 4ª divisione riuscissero a occupare per breve tempo alcuni settori delle trincee nemiche, essi furono infine costretti a ritirarsi con gravi perdite. In questo settore, i comandanti tedeschi applicarono correttamente la difesa elastica e riuscirono quindi a contrattaccare efficacemente. I tedeschi catturarono due dei carri usati nell'attacco e, vistili penetrati dai proiettili perforanti, ritennero che le munizioni AP dei loro fucili costituissero un'efficace arma anticarro, una convinzione che li portò a scelte sbagliate in seguito.

## Seconda fase
Alle conquiste territoriali dei primi giorni seguì una pausa, dovuta alla necessità di adattare alla nuova situazione l'immenso apparato logistico necessario a supportare le armate. Gli alleati costruirono strade temporanee sul martoriato campo di battaglia; manovrarono l'artiglieria pesante (con le relative munizioni) nelle nuove postazioni; si rifornirono di cibo per gli uomini e i cavalli da tiro e, in previsione di inevitabili contrattacchi, approntarono postazioni per lo sgombero delle perdite. I comandanti affrontarono anche il dilemma se mantenere all'attacco le loro esauste divisioni e correre il rischio di non avere potenza sufficiente, o rimpiazzarle con forze fresche, perdendo però slancio.
A Londra, il Times commentò: "il grande valore della nostra recente avanzata sta nell'avere ovunque scacciato il nemico dal terreno sopraelevato, togliendogli i punti di osservazione. Una volte prese queste alte postazioni [Vimy, Monchy e Croisailles] e insediatici sul trono, non è necessariamente facile proseguire la rapida avanzata. Un attacco su un pendio in discesa, esposto al fuoco delle alture minori più in profondità, è spesso estremamente difficile e ora sul fronte generale [...] deve sopraggiungere un periodo laborioso, con cui ci familiarizzammo alla Somme, di martellamento sistematico e assalto di postazioni individuali, nessuna delle quali può essere attaccata sinché non sia catturata qualcuna che la copre".
La stampa tedesca reagì in modo analogo. Il Vossische Zeitung, un quotidiano di Berlino, scrisse: "Dobbiamo contare su rovesci come quello di Arras. Si tratta di sconfitte di tipo tattico. Se questo rovescio tattico non è seguito da effetti strategici, come uno sfondamento da parte dell'aggressore, allora l'intera battaglia non è altro che un indebolirsi in uomini e materiale della parte attaccante". Lo stesso giorno, il Frankfurter Zeitung commentò: "Se i britannici riescono a sfondare, questo peggiorerà le loro condizioni perché creerà una libertà di operazioni che costituisce la speciale arte tedesca della guerra".
Il generale Ludendorff, comunque, fu meno ottimista. Le notizie della battaglia lo raggiunsero mentre festeggiava il cinquantaduesimo compleanno al suo quartier generale di Kreuznach. Scrisse: "Avevo atteso con sicurezza la prevista offensiva ed ero ora profondamente depresso". Telefonò a tutti i suoi comandanti e ne ebbe "l'impressione che i principi delineati dall'OHL fossero sensati. Ma tutta l'arte del comando sta nell'applicarli correttamente" (una successiva commissione d'inchiesta avrebbe stabilito che Falkenhausen aveva effettivamente malcompreso i principi della difesa elastica). Ludendorff chiese immediatamente rinforzi, poi, l'11 aprile, destituì il capo di stato maggiore di Falkenhausen e lo sostituì con il suo esperto di linea difensiva, colonnello Fritz von Loßberg. Loßberg fu dotato di vollmacht, un mandato di procura che lo autorizzava a emettere ordini in nome di Ludendorff, con il risultato di rimpiazzare di fatto Falkenhausen. Già dopo poche ore dal suo insediamento, Loßberg iniziò a riorganizzare le difese tedesche.
Durante la seconda fase, gli alleati continuarono a spingere l'attacco a est di Arras. I loro obiettivi erano di consolidare i guadagni fatti nei primi giorni dell'offensiva, per mantenere l'iniziativa e sfondare in parallelo con i francesi ad Aisne. Tuttavia, dal 16 aprile, fu evidente che l'offensiva Nivelle stava fallendo, e Haig fu sollecitato a mantenere occupati i tedeschi nel settore di Arras per minimizzare le perdite francesi.

### Battaglia di Lagnicourt (15 aprile 1917)
Osservando che la 1ª divisione australiana presidiava un fronte di 12 chilometri, il comandante del corpo tedesco locale, generale Otto Von Moser, alla guida del XIV. Reserve-Korps, pianificò un attacco per respingere le postazioni avanzate nemiche, distruggere rifornimenti e artiglierie e poi ritirarsi dietro le difese della linea Hindenburg. Passati i suoi piani all'alto comando, ottenne una divisione supplementare per rinforzare ulteriormente l'attacco.
Le forze tedesche attaccarono con 23 battaglioni (appartenenti a quattro divisioni) e riuscirono a penetrare il fronte australiano nel punto di raccordo fra la 1ª e la 2ª divisione australiana, occupando il villaggio di Lagnicourt e danneggiando alcuni pezzi di artiglieria australiana. I contrattacchi del 9º e 20º battaglione ripristinarono la linea del fronte, e l'azione terminò con 1 010 perdite australiane, contrapposte alle 2 313 tedesche.

### Seconda battaglia della Scarpe (23 – 24 aprile 1917)

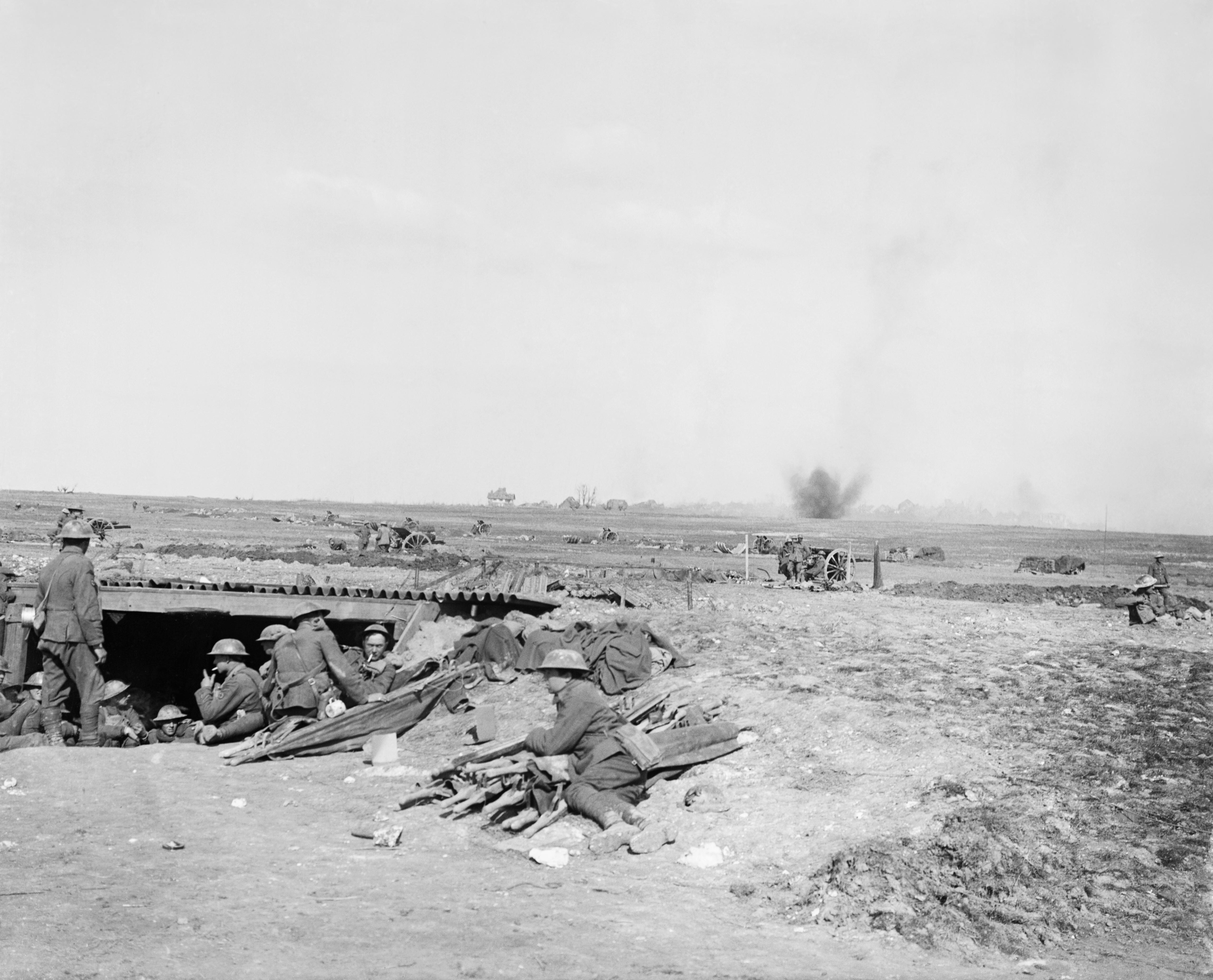
Batteria di cannoni da 18 libbre britannica sotto fuoco tedesco presso Monchy-le-Preux, 24 aprile 1915. In primo piano, una clinica da campo

Il 23 aprile, i britannici lanciarono un attacco verso est, da Wancourt verso Vis-en-Artois. Elementi della 30ª e della 50ª divisione fecero inizialmente qualche conquista, prendendo il villaggio di Guémappe, ma non riuscirono ad avanzare ulteriormente e soffrirono pesanti perdite. Più a nord, le forze tedesche contrattaccarono nel tentativo di ricatturare Monchy-le-Preux, ma truppe del Royal Newfoundland Regiment riuscirono a tenere il villaggio fino all'arrivo di rinforzi dalla 29ª divisione. I comandanti britannici, di fronte alla tenace difesa tedesca, decisero di non proseguire ulteriormente l'attacco, che fu quindi concluso il giorno successivo, 24 aprile.

### Battaglia di Arleux (28 – 29 aprile 1917)
Nonostante il Canadian Corps avesse conquistato il crinale di Vimy, alcune difficoltà nel consolidare il fianco sudorientale avevano lasciato vulnerabile la posizione. Per sanare la situazione, truppe britanniche e canadesi lanciarono un attacco contro Arleux-en-Gohelle il 28 aprile. Arleux fu catturata da truppe canadesi con relativa facilità, ma le forze britanniche in avanzata su Gavrelle affrontarono una dura resistenza. Il villaggio fu conquistato verso sera, e quando un contrattacco tedesco obbligò a una breve ritirata, arrivarono in rinforzo elementi della 63ª divisione che permisero di riprendere la località. I successivi attacchi del 29 aprile, tuttavia, non portarono ulteriori guadagni. La battaglia, benché avesse raggiunto l'obiettivo minimo di consolidare la posizione canadese sul crinale di Vimy, aveva causato grandi perdite, e il risultato finale fu insoddisfacente per gli alleati.

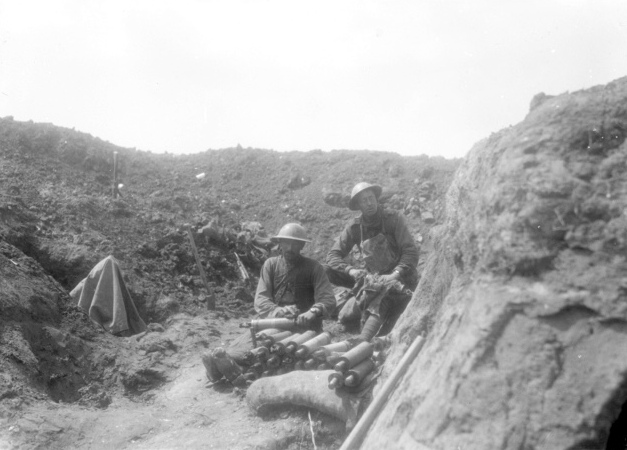
Uomini della 2ª batteria australiana di mortai leggeri da trincea, 8 maggio 1917

### Seconda battaglia di Bullecourt (3–17 maggio 1917)

La linea Hindenburg presso Bullecourt, vista dall'alto

Dopo che l'assalto iniziale attorno a Bullecourt non era riuscito a penetrare le linee tedesche, i comandanti britannici prepararono un secondo tentativo. L'artiglieria iniziò un intenso bombardamento del villaggio, che, al 20 aprile, era stato praticamente distrutto. L'assalto di fanteria era stato inizialmente previsto per quello stesso giorno, ma fu rimandato più volte e infine fissato alla mattina del 3 maggio. Alle 3:45, elementi della 2ª divisione australiana attaccarono a est di Bullecourt, con l'obiettivo di perforare la linea Hindenburg e catturare Hendecourt-lès-Cagnicourt, mentre truppe britanniche della 62ª divisione tentarono di catturare la stessa Bullecourt. La resistenza tedesca fu tenace e al 17 maggio, quando l'offensiva ebbe termine, ben pochi degli obiettivi iniziali erano stati raggiunti. Gli australiani erano in possesso di gran parte del sistema di trincee tedesco fra Bullecourt e Riencourt-lès-Cagnicourt, ma non erano stati in grado di prendere Hendecourt. A ovest, le truppe britanniche avevano scacciato infine i tedeschi da Bullecourt, ma nel farlo subirono perdite considerevoli, e inoltre non riuscirono ad avanzare a nord-est verso Hendecourt.

### Terza battaglia della Scarpe (3–4 maggio 1917)
Preso possesso dell'area circostante ad Arleux alla fine di aprile, i britannici decisero di lanciare un altro attacco a est di Monchy per provare a penetrare il Boiry Riegel e raggiungere la Wotanstellung ("linea Odino"), una possente linea difensiva tedesca. L'azione fu programmata in modo da coincidere con l'attacco australiano a Bullecourt per impegnare i tedeschi con un attacco su due fronti. I comandanti britannici speravano che un successo dell'operazione avrebbe costretto i tedeschi a ritirarsi ulteriormente ad est. In quest'ottica, lanciarono un altro attacco presso la Scarpe il 3 maggio. Tuttavia, nessuno dei due fronti riuscì a compiere avanzate significative e l'attacco fu terminato il giorno seguente, con pesanti perdite per gli alleati. Nonostante l'azione fosse risultata di per sé un fallimento, i britannici ne ricavarono importanti lezioni sulla necessità di stretta collaborazione fra carri, fanteria e artiglieria, insegnamenti che avrebbero poi messo in pratica nella battaglia di Cambrai.

## Epilogo

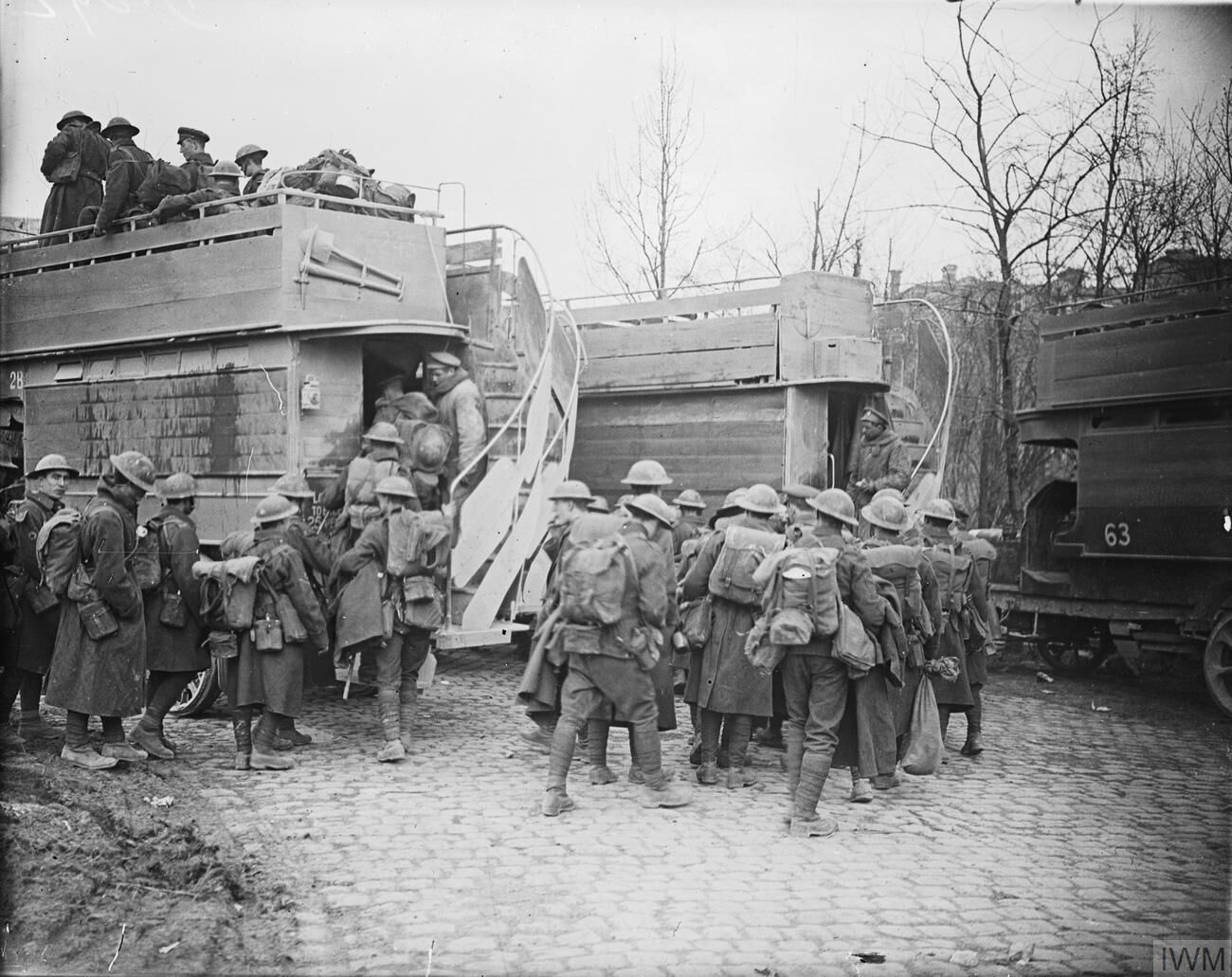
Truppe britanniche al ritorno dalla battaglia

Per gli standard del fronte occidentale, i guadagni alleati dei primi due giorni furono spettacolari. Era stata conquistata una notevole quantità di terreno e catturati numerosi punti strategici, in particolare il crinale di Vimy. Inoltre, l'offensiva aveva distolto truppe tedesche dal settore dell'Aisne, dove era in corso l'offensiva francese.
Considerando però gli sviluppi successivi, benché la battaglia sia comunque considerata dagli storici una vittoria per i britannici e i loro alleati, i suoi frutti furono ridimensionati dall'alto numero di perdite e dall'esito negativo dell'attacco sull'Aisne. Alla fine dell'offensiva, i britannici avevano sofferto 150 000 perdite e conquistato poco terreno dopo il primo giorno. Inoltre, le conquiste iniziali furono in definitiva insufficienti a provocare uno sfondamento, né ebbero significative conseguenze tattiche o strategiche nel più ampio contesto del fronte: al termine dell'offensiva, si ricadde in una situazione di stallo. Ludendorff commentò in seguito: "senza dubbio l'attacco britannico mirava a obiettivi strategici di somma importanza, ma non sono mai riuscito a capire quali fossero".
In seguito alla battaglia furono assegnate venticinque Victoria Cross a soldati alleati. Dal lato tedesco, il 24 aprile 1917 l'imperatore Guglielmo II aggiunse le foglie di quercia alla medaglia Pour le Mérite che Loßberg aveva ricevuto alla Somme nel settembre 1916.

### Perdite

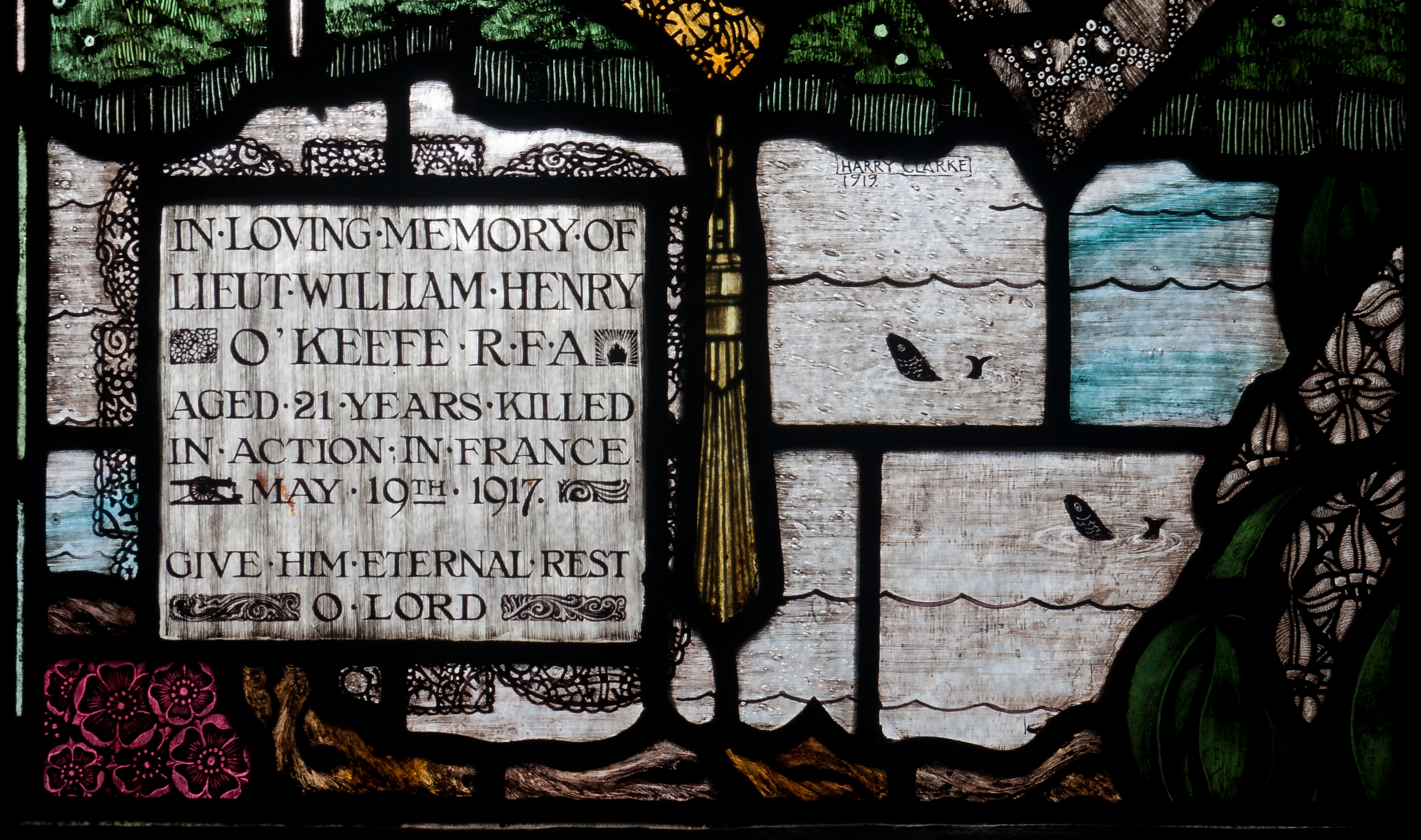
Finestra in vetro colorato di Harry Clarke a Wexford, dedicata alla memoria del luogotenente William Henry O'Keefe, ucciso in combattimento.

Le cifre più citate per quanto riguarda le perdite alleate sono quelle delle relazioni fatte dal tenente generale Sir George Fowke, aiutante generale di Haig. I suoi dati sono ricavati sommando i bollettini perdite quotidiani tenuti da ogni unità sotto il comando di Haig. Le perdite furono 87 226 per la Third Army, 46 826 per la First Army (inclusi 11 004 canadesi al crinale di Vimy) e 24 608 per la Fifth Army, per un totale di 158 660 uomini.
Le perdite tedesche sono invece più difficili da determinare. Il Gruppe Vimy e il Gruppe Souchez persero 79 418 uomini, ma i dati per il Gruppe Arras sono incompleti. Inoltre, i documenti tedeschi escludevano i soldati "feriti lievemente". Il capitano Cyril Falls (lo storico di guerra ufficiale britannico) stima che occorra aggiungere un 30% ai rapporti tedeschi per poterli confrontare con quelli britannici. Falls fa "una sommaria stima" che le perdite tedesche furono "probabilmente circa pari" a quelle alleate. Nicholls le valuta in 120 000, e Keegan in 130 000. Un convalescente illustre della battaglia fu C.S. Lewis (1898–1963), all'epoca appena diciottenne, ferito il 15 aprile 1917, in seguito divenuto un celebre scrittore.

### Cambi ai vertici di comando
Anche se Haig tributò lodi ad Allenby per il "grande successo iniziale" del piano, i subordinati di quest'ultimo "obiettarono al modo in cui gestì ... la fase di logoramento". Allenby fu inviato a comandare la Egyptian Expeditionary Force nella campagna di Palestina. Considerò il trasferimento come "marchio del fallimento", ma "riscattò più che ampiamente la sua reputazione sconfiggendo" gli ottomani nel 1917–18. Haig mantenne la sua carica fino alla fine della guerra.
Ludendorff, quando fu evidente che un'importante causa del successo britannico erano stati gli errori nei comandi del suo esercito, rimosse molti ufficiali dello Stato Maggiore. Fra questi vi era Falkenhausen, che fu tolto dalla 6. Armee e non ebbe mai più un comando sul campo. Passò il resto della guerra come governatore-generale del Belgio. All'inizio del 1918, il Times pubblicò un articolo, intitolato "Falkenhausen's Reign of Terror", che descriveva 170 esecuzioni militari di civili belgi avvenute sotto il suo governatorato.
Ludendorff e Loßberg impararono dalla battaglia una lezione importante: anche se gli alleati erano capaci di sfondare il fronte, non erano probabilmente in grado di capitalizzare il loro successo se affrontati da un'armata mobile e ben guidata. Ludendorff ordinò immediatamente che le sue divisioni di contrattacco si addestrassero nelle tattiche e manovre della "guerra di movimento". Loßberg fu promosso generale poco dopo, e diresse la difesa tedesca contro le offensive di Haig nelle Fiandre, avvenute fra l'estate e il tardo autunno 1917. Divenne in seguito "leggendario come pompiere del Fronte Occidentale; sempre inviato dall'OHL nell'area di crisi".